# Marc-Antoine Bonnin de la Bonninière de Beaumont
Marc-Antoine Bonnin de la Bonninière de Beaumont (Beaumont-la-Ronce, 23 settembre 1763 – Parigi, 4 febbraio 1830) è stato un generale francese.

## Biografia

### I primi anni
Membro di una famiglia della nobiltà della Turenna, entrò nel corpo dei paggi di Luigi XVI il 31 dicembre 1777. Raggiunse il grado di primo paggio ed il 2 giugno 1784 venne nominato comandante del 9º reggimento dragoni col rango di capitano. Il 22 luglio 1792 ricevette il brevetto di tenente colonnello e poi quello di colonnello il 7 agosto successivo. Nel 1801 sposò Julie Charlotte Davout, sorella del generale e futuro duca d'Auerstadt.

### Dalla Rivoluzione al Consolato
Fu assegnato a Lione col suo reggimento all'epoca del Terrore, dove furono sentite a lungo le ingerenze del governo rivoluzionario. Tenne alcuni discorsi pubblici e venne sospettato di attività controrivoluzionarie, e per questo motivo venne arrestato e condannato a morte. Mentre veniva condotto al patibolo i suoi dragoni, in armi,  decisero di assaltare la carretta dei prigionieri e lo liberarono. Successivamente si affiancò al generale Andrea Massena e guidò i suoi dragoni in Italia, poi passò con il generale Barthélemy Louis Joseph Schérer ed infine fu al diretto comando del generale Napoleone Bonaparte.
Nominato generale di brigata il 4 aprile 1795, presenziò alla battaglia del ponte di Lodi, alla presa di Monte Medolano ed all'inseguimento del generale Wurmser nella sua ritirata verso il Mincio. Rimase in Italia e prese parte alla battaglia di Magnano, vicino a Verona, dove venne colpito da un colpo di moschetto che gli perforò la spalla destra. Si distinse poi nella battaglia di Marengo, nella battaglia di Pozzolo (dove perse il cavallo in azione), e nei combattimenti di Valeggio sul Mincio. Elevato al rango di maggiore generale, il primo console gli conferì la Legion d'onore, concedendogli in seguito la commenda del medesimo ordine.

### Generale dell'Impero
Unitosi a Napoleone, con la proclamazione dell'impero combatté al seguito della Grande armata a capo di una divisione di dragoni, attraversando il Reno presso Kehl e prendendo parte alle battaglie di Wertingen, Ulma, Ried, Lambach, alla presa di Steger, e poi alle battaglie di Austerlitz, Jena, Eylau, Zehdenich, Prentzlow e agli scontri sul Bjura ed a Cznarnowo. Napoleone riconobbe i suoi servigi nominandolo grand'ufficiale della Legion d'onore nel 1806 e poi primo ciambellano dell'imperatrice madre. Senatore dal 14 agosto 1807, il 26 aprile 1808 gli venne concesso il titolo di conte dell'impero francese. Durante la battaglia di Wagram, nel 1809, comandò una divisione di cavalleria.

### La Restaurazione

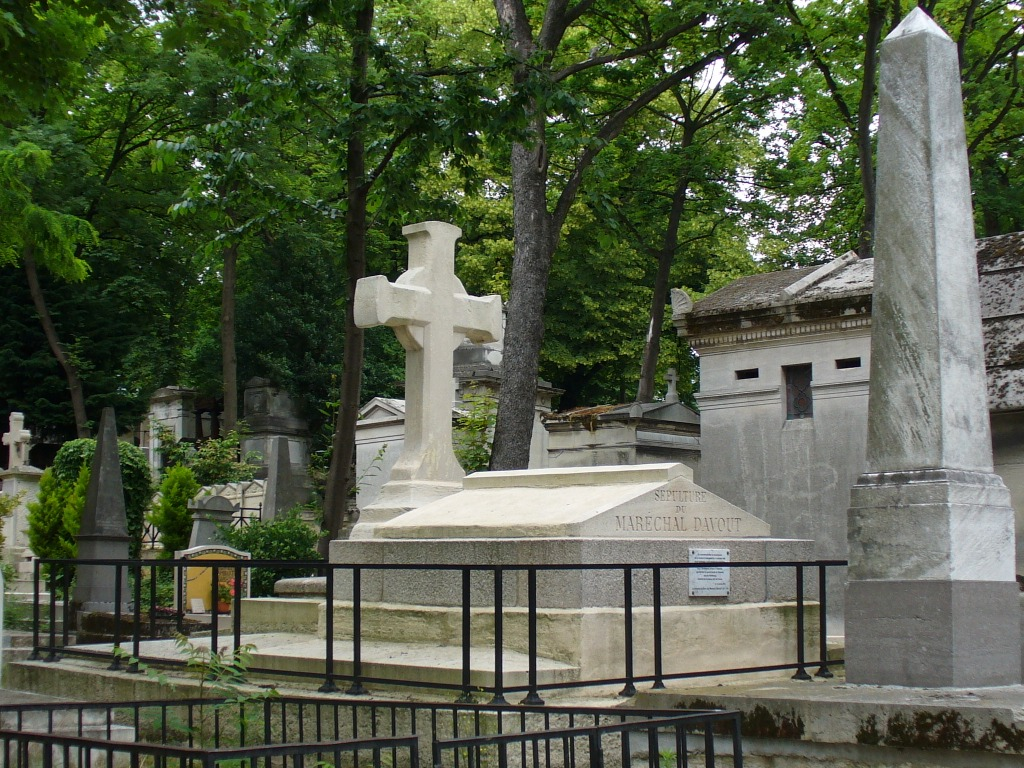
La tomba del maresciallo Davout dove si trova sepolto anche il corpo del generale Bonnin

Nel 1814 fu tra i senatori che votarono per la decadenza di Napoleone e per la restaurazione dei Borboni. Luigi XVIII, al suo arrivo a Parigi, lo confermò al titolo di conte e lo nominò pari di Francia, cavaliere dell'Ordine di San Luigi. Col ritorno di Napoleone, si mantenne lontano dalla vita politica. Luigi XVIII gli conferì la gran croce della Legion d'onore nel 1824. Morì il 4 febbraio 1830 e venne sepolto nella tomba ci famiglia del maresciallo Davout.

## Araldica
|  |

|  |